# Peristylus
Peristylus là một chi thực vật có hoa trong họ, Orchidaceae.